# Les desaparegudes
Les desaparegudes (originalment en anglès, My Daughter Is Missing) és un thriller estatunidenc del 2017, dirigit per Tamar Halpern. És protagonitzada per Miranda Raison, Emmett J. Scanlan, Sophie Robertson i Jovana Stojiljković, entre d'altres. Ha estat doblada al català.
En la relat de la pel·lícula, la Sara aprofita que la seva filla estudia a Belgrad per participar en un congrés de ciberseguretat, tema sobre el qual és especialista. La seva filla, la Karissa, se'n va de festa de nit a ballar a les discoteques de la ciutat. En una discoteca, a ella i a la seva companya de pis, la Lara, les segresten uns traficants de blanques. Però abans, la Karissa té temps de trucar a la seva mare. La Sara, que al congrés ha conegut un policia local, l'Stefan, es posa a buscar la seva filla i la seva amiga. La policia no sols no l'ajuda, sinó que li posa tota mena d'impediments perquè busqui la seva filla. Tot i això, un detectiu privat, antic policia, l'Alek, que es dedica precisament a buscar noies desaparegudes, ajuda la Sara. Entre tots dos, i gràcies a les habilitats informàtiques de la Sara, que anteriorment havia sigut hacker, aconsegueixen salvar la Karissa.